# کوین مک‌کید
کوین مک‌کید (به انگلیسی: Kevin McKidd) (زاده ۹ اوت ۱۹۷۳) بازیگر اسکاتلندی است. وی بیشتر به خاطر حضور در سریال آناتومی گری مشهور است. او در این سریال نقش اوون هانت را ایفا کرده است.
او صداپیشه نقش John Soap Mactavish در سری بازی‌های ندای وظیفه (Call Of Duty) جنگاوری نوین (Modern Warfare) ۲و۳ بوده است و در فیلم‌های خانه شیرین جهنمی، مکس، ساقدوش و مجموعه‌های تلویزیونی آنا کارنینا، باروت، خیانت و دسیسه و رم نیز بازی کرده است.